# Istenszülő elszenderedése fatemplom (Bodonkút)
A bodonkúti Istenszülő elszenderedése fatemplom műemlékké nyilvánított épület Romániában, Kolozs megyében. A romániai műemlékek jegyzékében a  CJ-II-m-B-07808 sorszámon szerepel.